# Prínceps de Lorí-Somkhètia
Els prínceps i després màliks de Lorí-Somkhètia, foren una sèrie de nobles de diversos llinatges que van controlar des de l'inici del segle xii fins a final del segle xviii territoris de l'Armènia històrica (el regne de Lorí al nord-est) sota la sobirania generalment dels reis de Geòrgia. 

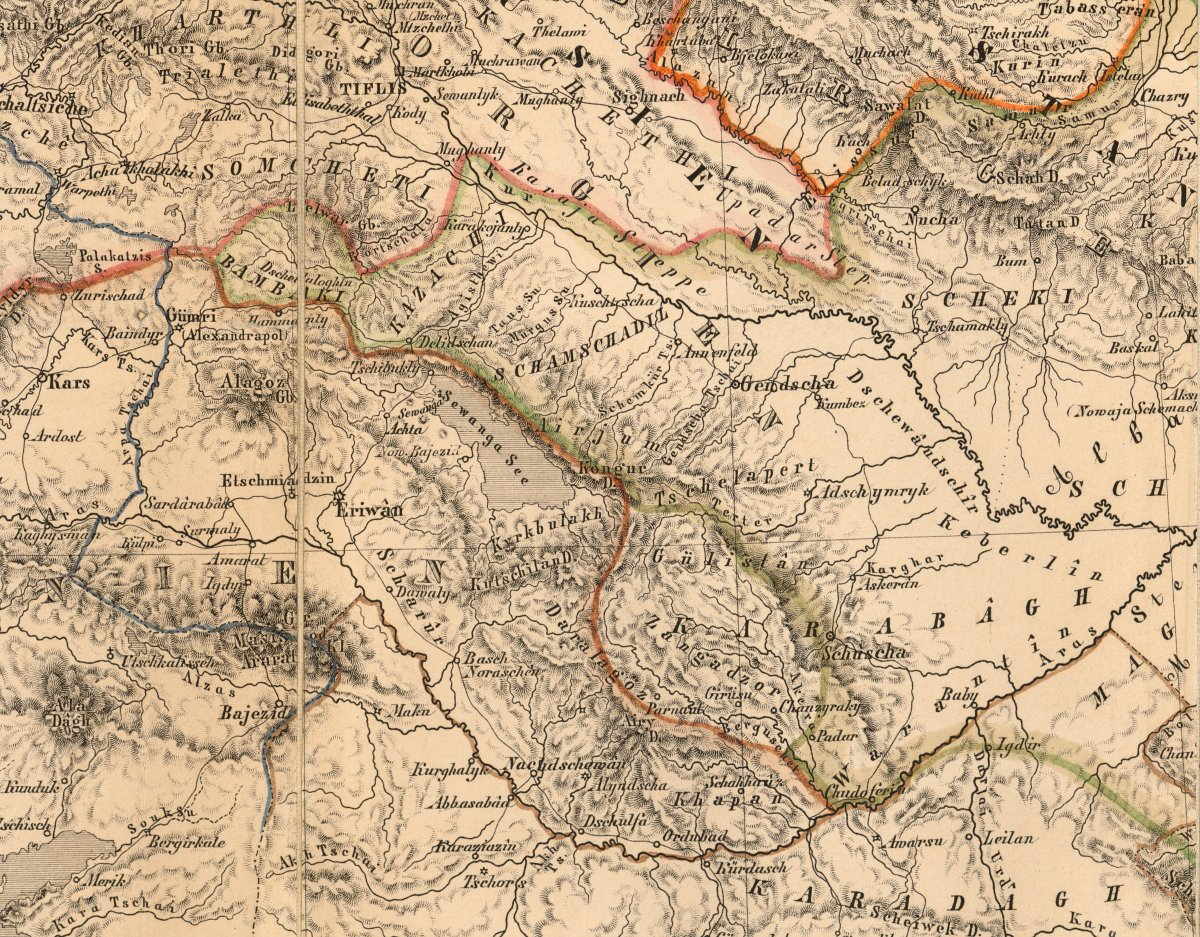
Somkhètia(Somcheti)

## Origines
En ocasió de la contraofensiva victoriosa contra les forces de Shah Armin en el que és anomenat la "croada georgiana", l'exèrcit georgià va ocupar de manera temporal sota David IV de Geòrgia i després de manera permanent sota Jordi III de Geòrgia una part dels antics regnes bagràtides armenis, especialment el regne de Lorí. Això va permetre als bagràtides de Geòrgia d'agafar el títol de "Rei d'Armènia" que van afegir als títols que ja tenien; el territori fou concedit en feu a nobles sota el nom de principat de «Lorí-Somkhètia», és a dir de Lorí-Armènia («Somkhètia (სომხეთი)» significa «Armenia» en georgià, que fou incorporat a l'anomenada Armènia zacàrida
Quan va desaparèixer l'Armènia zacàrida, el principat de «Lorí-Somkhètia» fou controlat per dinastes armenis de la família dels Avanian, que Cyril Toumanoff esmenta com a «Haykides-Avànides», prínceps de Dizak i de Varanda, sorgits de la casa de prínceps de Khatchen. Després de la invasió turcmana del segle xv, els avànides van governar la resta del principat amb títol de «Malik» fins que fou annexionat el 1783 al Regne de Kartli i Kakhètia per Heracli II.
La llista de prínceps que segueix és d'acord amb l'estudi de Cyril Toumanoff:

## Prínceps de Lorí-Somkhètia
- 1101-1128: Ivane II Orbelian, duc d'Orbèti-Samshvilde i de Khunani, co-gran conestable de Geòrgia
- vers 1181: Sadun II Mankaberdeli, atabeg de Geòrgia
- 1184-1187: Sergi II Zakarian, gran conestable de Geòrgia
- 1187-1213: Shanshe I Zakarian el Gran, príncep de Rustavi, gran conestable de Geòrgia
- 1213-1250: Avag-Sergi III Zakarian, príncep de Bdjni, atabeg i gran conestable de Geòrgia
- 1250-1261: Zacaries III Zakarian, gran conestable de Geòrgia

### Avanian
- Després de 1261: Vakhtang I, fill de Vasaces Simbaci, príncep de Dizak i de Varanda
- vers 1280: Avan I, fill
- vers 1310: Gabriel, fill
- vers 1346: Abas I, fill
- vers 1380: Ishkan, fill
- vers 1411: Barkhutar, fill
- 1411-1437: Beshken II Orbelian, príncep de Siunia
- vers 1438: Jalal, fill de Barkhutar
- vers 1478: Korkhmaz I, fill

## Màliks de Lorí-Somkhètia
- Vers 1478: Korkhmaz I
- vers 1500: Kai Khosrow, fill
- vers 1530: Avan II, fill
- vers 1560: Elizbar, fill
- 1564-1600: Durmishkan, fill
- 1600-1602: Nazar Sarukhan, fill
- 1606-1623: Miriman Safi Kulibek, fill
- 1635-1637: Melquisedec, fill
- 1637-1675: Korkhmaz II, germà
- 1675-1689: Einal, fill de Melquisedec
- 1689-1719: Avtandil, fill de Korkhmaz II
- 1719-1721: Zaal, germà
- 1736-1749: Bahadur, fill d'Einal
- 1749-1783: Korkhmaz III, fill de Zaal

## Màliks de Lorí i de Pambaki
- 1629-1642: Amirkhan, fill de Nazar Sarukhan, triarca
- 1629-1642: Dey, fill de Nazar Sarukhan, triarca
- 1629-1642: David, fill de Nazar Sarukhan, triarca
- vers 1670: Melikbek, fill de Dey
- vers 1700: Jan, fill de Melikbek.